# Guilhem de Cabestaing

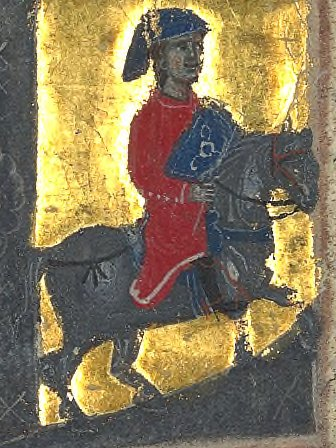
Guilhem de Cabestaing

Guilhem de Cabestaing (även Cabestang, Cabestan eller Cabestanh), född under andra hälften av 1100-talet, död 1212, var en katalansk trubadur.
Enligt myten blev de Cabestaing mördad av en svartsjuk äkta man, en greve av Provence, som lät steka hans hjärta och servera det till sin hustru. När hon fick veta vad som hade hänt de Cabestaing svälte hon sig själv till döds. Denna berättelse påminner om Giovanni Boccaccios novell Guiscardo och Ghismonda, vilken sägs ha inspirerats av densamma.
Av de Cabestaing finns åtta sånger bevarade.